# Muros (Olaszország)
Muros település Olaszországban, Szardínia régióban, Sassari megyében. Lakosainak száma 818 fő (2023. január 1.). Muros Osilo, Sassari, Cargeghe és Ossi községekkel határos.

## Népesség
A település lakossága az elmúlt években az alábbi módon változott:
| Lakosok száma | 858  | 843  | 818  |
|               | 2017 | 2018 | 2023 |